# Boysenberry

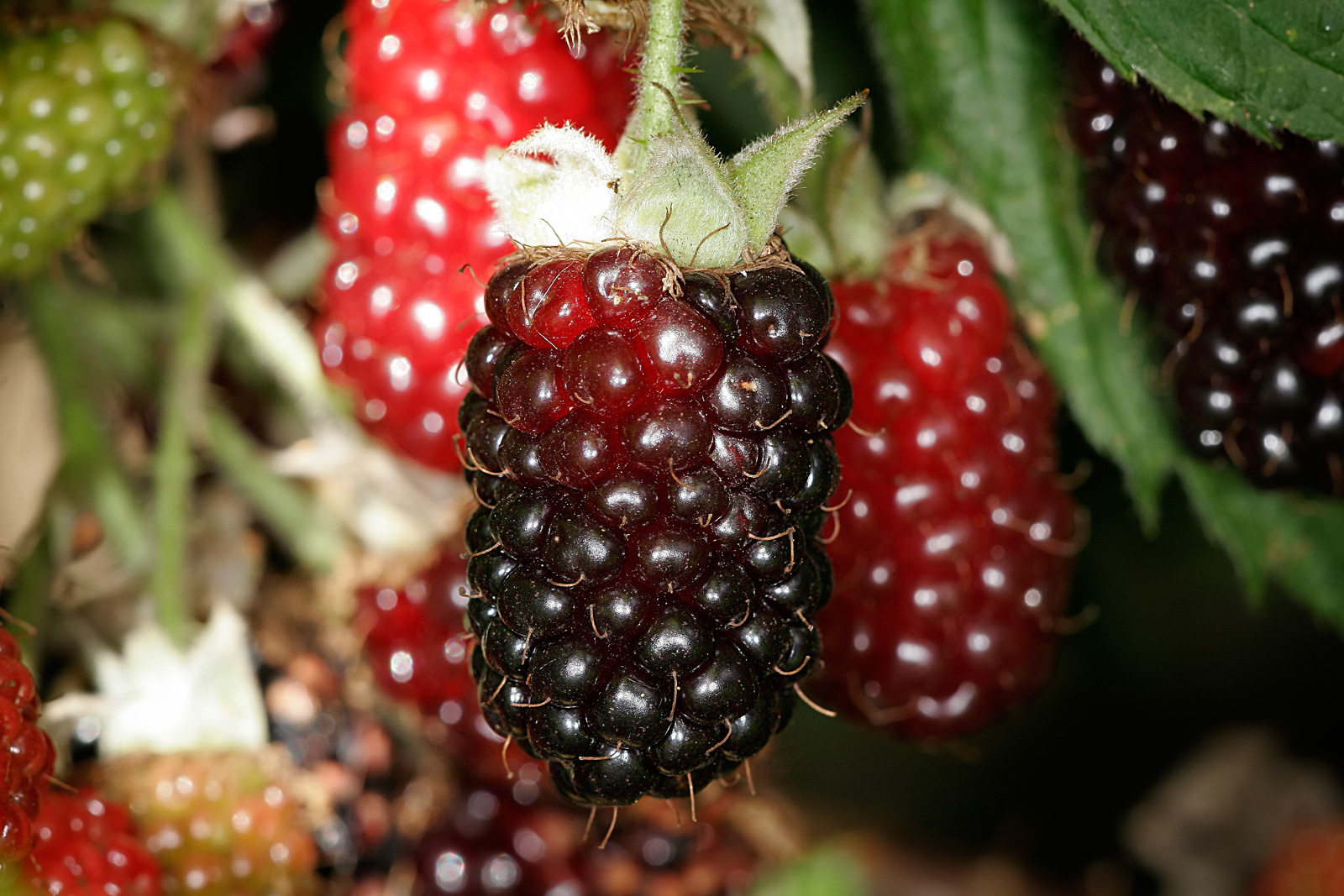
Boysenberries em vários estágios de frutificação

Boysenberry /ˈbɔɪzn̩ˌbɛɹi/ é um cruzamento entre a framboesa-europeia (Rubus idaeus), a silva (amora-silvestre, Rubus fruticosus) e a loganberry (Rubus × loganobaccus).
O nome advém de "Rudolph Boysen" (falecido em 1950), que foi o horticultor californiano responsável pela origem deste fruto silvestre no início do século passado. . Frequentemente chamada de amora, esse híbrido do gênero Rufus (da família das rosas) cresce como arbusto de até 3 m de altura, e pode ser diferenciado da árvore de amoreira, do gênero Morus,  planta invasora, introduzida, no Brasil, que tem origem asiática — muito embora seus frutos poliaquênios (frutos agregados, com mais de um carpelo) sejam muitas vezes semelhantes. A coloração vista nesses frutos ao longo do seu processo de maturação, de verde a vermelho, seguido por um escurecimento, é devido às mudanças na composição química no fruto, em especial à síntese bioquímica de antocianinas e o equilíbrio químico entre suas diferentes formas em função do pH. O aumento no pH, e diminuição da acidez na maturação do fruto, leva à desprotonação de grupos funcionais nessas moléculas, e consequentemente modificação da estrutura eletrônica e dos níveis de energia dos orbitais π, caracterizados por sua deslocalização ao longo da molécula. Essa deslocalização estabiliza os elétrons π, como esperado pela teoria da partícula na caixa, e resulta em energias de band gap baixas o suficiente para interação com fótons na faixa visível do espectro eletromagnético, dando os frutos sua cor em função da acidez. A concentração de antocianinas também é importante, e não é homogênea em boysenberries.